# KQ Водолея
KQ Водолея (лат. KQ Aquarii), HD 210410 — одиночная переменная звезда в созвездии Водолея на расстоянии приблизительно 1384 световых лет (около 424 парсеков) от Солнца. Видимая звёздная величина звезды — от +9,57m до +9,45m.

## Характеристики
KQ Водолея — белая эруптивная переменная звезда типа RS Гончих Псов (RS:) спектрального класса A0V. Эффективная температура — около 7496 К.